# هلدرونگن
شهر هلدرونگندر ایالت تورینگن در کشور آلمان واقع شده‌است.